# Йелоустоун (национален парк)
Вижте пояснителната страница за други значения на Йелоустоун .
Национален парк „Йелоустоун“ (на английски: Yellowstone National Park, в буквален превод „Жълт камък“) е името на първия национален парк. Той се намира в северозападните части на САЩ, предимно на територията на Уайоминг, отделни части от Монтана и Скалистите планини в Айдахо и обхваща площ от 8980 km². Създаден на 1 март 1872 г., той е първата в света защитена природна територия. Той е част от екосистема с планински масиви, езера, реки и гори. Едни от най-големите му забележителности са вулканичните скали от черен обсидиан и многото гейзери и горещи извори. Най-големият и най-високият гейзер е „Стиймбоут“ (Steamboat, буквално „Парна лодка“). Сред най-известните е и гейзерът „Олд Фейтфул“ (Old Faithful буквално Старият верен), наречен така заради точността на изригванията си. Едно изригване може да изстреля между 14 и 32 000 литра вода на височина от 30 до 55 m и трае обикновено между 1,5 и 5 минути.
Един от най-големите пожари (които по принцип стават ежегодно) става през 1988 г. и унищожава почти 1/3 от парка, който е богат на растителност и животински видове – гризли, вълци, вилорога антилопа, бизони. В Йелоустоун може да се лови риба, да се кара лодка и да се правят дълги походи.

## История
Преди около 11 000 години, първите заселници, индианците, започват да ловуват и ловят риба в този район. Те са използвали обсидиан за изработката на различни сечива.
Първите бели изследователи идват тук през 1805 г. с известната експедиция на Люис и Кларк. През следващите години ловци разказват за „кипяща кал“, „реки от пара“ и „вкаменени дървета“. Тъй като не са останали документирани доказателства от този период, хората са мислели, че това са измислени истории. През 1856 г. Джим Бриджър, трапер, също съобщава, че е виждал „врящи извори“ и „планини от стъкло и жълта скала“. Въпреки че и неговите разкази не са приети сериозно, те събуждат любопитството на геолога и изследователя Хайдън (Ferdinand Vandeveer Hayden), който през 1859 г. организира двугодишна експедиция. Тя достига реката Йелоустоун, но обилни снеговалежи принуждават участниците да се върнат. Избухналата гражданска война отлага проучванията за около 10 години, но след нея следват няколко успешни експедиции, които описват различни гледки и природни феномени. През 1871 г. Хайдън се завръща в района с втора, по-многобройна експедиция, спонсорирана от правителството. Този път експедицията приготвя доклад, към който прилага снимки и рисунки и успява да убеди Конгреса на САЩ да оттегли решението си за продажбата му на търг. На 1 март 1872 г. президентът Юлисис Грант подписва закон, с който провъзгласява създаването на националния парк Йелоустоун.
Паркът има 1000 археологически находки и 1106 исторически структури и места. Обявен е за Биосферен резерват на 26 октомври 1976 година и влиза в Списъка на световното културно и природно наследство на ЮНЕСКО на 8 септември 1978.

## Геология
Паркът има 300 гейзера, което представлява 2/3 от всички гейзери в света. Най-големият гейзер в света сред тях се нарича Стиймбоут. Преди около 640 000 години огромно вулканично изригване създава пръстеновиден вулканичен кратер, наречен калдера, с размери 45 на 85 km и покрива с прах голяма част от територията на САЩ. Друго, по-малко изригване, става преди 160 000 години. И до днес земетресенията са често явление в района, но са твърде слаби, за да бъдат забелязани от посетителите.
Учени установяват, че всъщност природният парк Йелоустоун е един от най-големите супервулкани на Земята. Супервулканите се образуват, когато магмата се издига от мантията на Земята, но не изригва веднага. Когато изригне, неговата сила е огромна и може да предизвика световен катаклизъм.
Земната кора в някои части на Йелоустоун в последните години се е надигала с 4 до 6 cm на година, което е възможно да се дължи на надигане на магмата.

## География
Около 96% от Йелоустоун се намира в щата Уайоминг, 3% в Монтана и 1% в Айдахо. Паркът е 102 km на 87 km и с площ 8983 km². Реките и езерата представляват 5% от общата площ. Езерото Йелоустоун е най-голямото с площ 352,2 km², дълбочина 122 m, 177 m брегова ивица и надморска височина 2357 m. Паркът се намира на плато със средна височина 2400 m, заградено отвсякъде с планински вериги, 80% от парка са гори и растения. Водопадите са 290 на брой, като най-високият е 94 m. Двете най-известни реки са Йелоустоун и Люис.

## Флора и фауна

### Растителност
1700 различни видове растения и дървета създават разнообразието на флората. Най-многобройни са няколкото вида бор.

#### Дървета
- Бор конторта (Pinus contorta) – най-разпространеното дърво в парка, вид бор с високо, право стебло, достига височина 25 m. Индианските племена са го използвали за носеща конструкция на техните типи, откъдето и името.

- Енгелмански смърч Picea engelmannii е вид смърч, с височина от 25 до 40 m, което расте върху вулканична почва, обикновено високо в планините.

- Abies lasiocarpa – достига височина 20 m и също предпочита вулканична почва.

#### Цветя
- Calypso bulbosa е вид орхидея, обикновено с бледолилав цвят, но се среща в розово и червено и обича сенчестите места.

- Castilleja linariaefolias (на английски Wyoming paintbrush) е един от 200-те вида растения, известни като Indian paintbrush (буквално „индианска четка за рисуване“). Името на това цвете идва от индианска легенда: местен жител се опитва да нарисува залеза в прерията, но резултатът не е според очакванията му и в разочарованието си, той захвърля четките. На мястото на захвърлените четки поникват цветята Indian paintbrush.

- Mimulus guttastus е растение с жълт цвят и обича влажни места. Английското му име yellow monkey flower („жълто маймунско цвете“) идва от приликите между формата на цвета и маймунско лице.

### Животни
Йелоустоун е известен с чифтокопитните си бозайници. Тук се срещат бизони, лосове (bison, moose) и дългороги диви овце, които имат тенденцията да се движат заедно и образуват стада. Сърните и елените предпочитат да се движат сами. Паркът е обитаван от около 60 вида бозайници.

#### Чифтокопитни
- Бизон (Bison bison), наричан още бъфало (buffalo), в миналото е съществувал с милиони по тези места, но поради масовото му избиване, към края на 20 век е почти пред изчезване. Сега е под защитата на закона и броят на бизоните постепенно се увеличава в Йелоустоун. По принцип те са агресивни животни и човек трябва да избягва срещите с тях, особено през размножителния период (август месец) когато мъжките индивиди се състезават в битки с рогата си, за да решат кой е по-силният.

- Лос (Alces alces shirasi) е вид лос с огромни рога и дълги крака. Живее в места, където има сняг почти през цялата година.

- Вапити (Cervus canadensis) е вид елен, който е известен с необичайните звуци (подобни на ловджийски рог), които издава по време на размножителния период през есента. Общият им брой в парка е около 30 000.

- Вилорога антилопа (Antilocapra americana) – придвижва се с малки стада, най-голяма е вероятността да ги види човек в парка при изгрев и залез слънце. Те могат да развият скорост 65 km/h и са способни да скочат на 6 m височина.

#### Други
- Сив вълк (Canis lupus) – до заселването на белите хора по тези места, сивият вълк е обитавал района. Неговото изтребване започва през 19 век и продължава с още по-големи темпове в началото на 20 век. Около 1970 учените, които изследват фауната в Йелоустоун, докладват, че няма никакви следи от този вид. Едва през октомври 1991 г. Конгресът отпуска средства за да се върне сивия вълк. Около 1995 – 1996 първите вълци, транспортирани от Канада, са пуснати на свобода в парка.

- Мечката гризли е един от видовете, застрашени от изчезване. Те са диви и опасни и независимо че проявяват определена толерантност към хората, могат да нападнат всеки момент. Храненето им е абсолютно забранено.

- Койот (Canis latrans) – тук се срещат едни от най-едрите койоти в САЩ, тежат около 15 kg, имат сивкава козина и живеят средно 6 години. Известен е случай в Йелоустоун обаче когато един женски индивид достига възраст 13 години. Те са хищници и когато образуват глутница, са способни да убият много по-голямо от тях животно.

- Пума (Felis concolor), или още кугър е от семейство котки.

- Орел рибар (Pandion haliaetus) е дневна граблива птица, чийто нокти са със специална форма, така че да може да захваща хлъзгавата риба от езера и потоци. В Йелоустоун има около 50 – 60 двойки. Те са с бял цвят на главата и тъмнокафяво тяло.

- Лебед Тръбач (Cygnus buccinator) – една от малкото птици в района, има гъста бяла перушина, която го предпазва от студа. Крилата му в полет са 7 фута. Чувствителен е към човешко присъствие и не обича да бъде безпокоен.

## Климат
Най-високата регистрирана температура е 37 °C през 1936, докато най-ниската е -54 °C през 1933. Зимите са много студени с отрицателни температури. През пролетта и есента средните температури са между 0 и 20 °C със сравнително хладни нощи.
Валежите варират от 38 до 200 cm.
Торнадото е много рядко срещано явление по тези места, но на 21 юли 1987 едно опустошително торнадо, квалифицирано F4, минава оттам със скорост между 333 и 418 km/h и остава разрушителна следа, широка от 1,6 до 3,2 km и дълга 38 km.

## Информация за посетители
Всички, които посещават парка, трябва да закупят пропуск, който важи за Йелоустоун и Гранд Тетон за 7 дни и цената му е следната:
1. За частни коли – $35
2. За пешеходци и велосипедисти – $20
3. За мотоциклетисти – $25

Също така може да се закупи Годишен пропуск (National Parks Pass), който важи за всички национални паркове и монументи, с него могат да влязат всички пътници в една кола и струва $70.
По принцип паркът е отворен цяла година, всеки ден, но тези, които планират да посетят Йелоустоун, трябва да проверяват метеорологичните условия и евентуалното затваряне на пътища.

## Туризъм
Йелоустоун е един от най-посещаваните национални паркове в САЩ. От 1960 година той се посещава годишно от не по-малко от два милиона туристи. През 2006 г. паркът е посетен от 2 870 295 туристи.